# Spilichneumon kodiakensis
Spilichneumon kodiakensis là một loài tò vò trong họ Ichneumonidae.